# Сонье, Поль
Поль Сонье (фр. Paul Sonier; 1 апреля 1881 — 10 августа 1968) — французский шашист; в 1-й половине XX века входил в группу ведущих мастеров Франции.

## Биография
Шашечная деятельность Поля Сонье отличалась широтой и разнообразием, хотя он и совмещал её со службой железнодорожным инженером. Из успешных выступлений Сонье в соревнованиях нужно в первую очередь назвать третье место в чемпионате Франции 1910 года, где Сонье остался позади Молимара и Вейса, но опередил Боннара, Фабра и Рафаэля. В 1925 году Сонье вошёл в число участников чемпионата мира в Париже, но занял в нём лишь последнее десятое место. В 1939 году Сонье выиграл чемпионат Парижа, опередив в турнирной таблице Бизо и Фанкхаузера. Сонье был одним из наиболее ярких шашечных композиторов своего времени. Имел репутацию остроумного комментатора и журналиста. В 1930-32 годах редактировал шашечную хронику в журналах «Revue Clubs et Cafés» и «Tous les jeux». Изобрёл для записи партий на стоклеточной доске собственную шашечную нотацию, которая одно время достаточно широко применялась в шашечной литературе. Был секретарём Французской шашечной федерации (Fédération Damiste Française).